# 卢马库山
卢马库山（马来语：Gunung Lumarku）位于沙巴西南部。暗色猪笼草（Nepenthes fusca）、胡瑞尔猪笼草（Nepenthes hurrelliana）和毛盖猪笼草（Nepenthes tentaculata）为该山特有的食虫植物。